# IEEE 802.16
IEEE 802.16 là hệ thống tiêu chuẩn truy nhập không dây băng rộng (Broadband Wireless Access Standards) cung cấp đặc tả chính thức cho các mạng MAN không dây băng rộng triển khai trên toàn cầu. Hệ thống này do nhóm làm việc IEEE 802.16, do IEEE thành lập năm 1999, nghiên cứu và đề xuất. Nhóm làm việc này là một đơn vị của hội đồng tiêu chuẩn LAN/MAN IEEE 802.
Họ tiêu chuẩn 802.16 chính thức được gọi là WirelessMAN (viết tắt là WMAN).